# One Day in September
One Day in September é um filme-documentário britânico de 1999 dirigido e escrito por Kevin Macdonald, que conta sobre o massacre de Munique nos Jogos Olímpicos de Verão de 1972. Venceu o Oscar de melhor documentário de longa-metragem na edição de 2000.